# Kelisia gargano
Kelisia gargano är en insektsart som beskrevs av Adolf Remane och Asche 1982. Kelisia gargano ingår i släktet Kelisia och familjen sporrstritar. Inga underarter finns listade i Catalogue of Life.